# 北川星瑠
北川 星瑠（きたがわ ひかる、英: Hikaru Kitagawa、2001年11月24日 - ）は、日本の陸上競技選手、タレント。専門は長距離走。滋賀県大津市出身。大阪芸術大学出身。陸上選手としてはユニバーサルエンターテインメント所属、タレントとしては松竹芸能所属。
2022年、全日本大学女子選抜駅伝競走大会（富士山女子駅伝）2区区間賞保持者。2023年ワールドユニバーシティーゲームズ女子ハーフマラソン金メダリスト。

## 経歴
大津市立粟津中学校時代はバドミントン部所属であったが、陸上競技部に助っ人参戦しており、中学校1年次では「第65回滋賀県中学校駅伝競走大会」に出場した記録も有る。
中学校時代には「皇后盃全国都道府県対抗女子駅伝競走大会」にて、滋賀県代表として出場している。
比叡山高等学校進学と共に本格的に陸上競技に取り組むようになり、中距離・長距離を中心に大会に出場。全国高校駅伝に3年連続で出場し、高校3年次の「令和元年度全国高等学校総合体育大会」（沖縄県）では女子3,000mにて決勝に進出、この時には小海遥（仙台育英学園高等学校）、増渕祐香（錦城学園高等学校）と同走して13位という記録が残っている。
高等学校卒業直前に「第31回全日本びわ湖クロスカントリー大会」U-20女子4km部門に出場して14分13秒のタイムで優勝した。
高等学校卒業後は大阪芸術大学舞台芸術学科へ進学し、ミュージカルの舞台に立つ傍ら駅伝部に所属。大学進学後は競技力も向上し、大学2年次となった2021年の「全日本大学女子選抜駅伝競走大会」（富士山女子駅伝）では2区走者として出場し、区間賞を獲得。
大学3年次には富士山女子駅伝で2区で2年連続区間賞を獲得。2023年3月に第44回「まつえレディースハーフマラソン」（第26回日本学生女子ハーフマラソン選手権大会）に出場し、1時間10分50秒の大会新記録で優勝。この優勝により、同年の「FISUワールドユニバーシティゲームズ」（中華人民共和国・成都市）日本代表に選出された。
主将を務めた大学4年次には、2023年8月1日にFISUワールドユニバーシティゲームズ陸上競技初日に施行された女子ハーフマラソンで1分13秒17のタイムで1位に入線し、金メダルを獲得。初マラソンとなった2024年1月の大阪国際女子マラソンはネクストヒロイン枠で出場し、2時間34分11秒のタイムで18位に入った。
2024年3月に大阪芸術大学を卒業した後は、ユニバーサルエンターテインメント所属選手として競技生活を続行する意思を明らかにしている。